# ホブド川
ホブド川 (英語: Khovd River; ドイツ語: Chowd Gol; モンゴル語: Ховд гол) は、モンゴル国西部を流れる河川である。トゥバ語ではホムド川と呼ばれる。コブド川、科布多河、Hobdo Riverとも表記される。
ホブド川の源流はモンゴル・アルタイ山脈にある、タワン・ボグドと呼ばれる連山の氷河である。そこから川はまず南東方向へ流れる。そしてアルタイ・タワン・ボグド国立公園にあるコトン湖とチュルガン湖を流れる。その後北北東方向へ流れ、後に東へ向きを変え、ウルギー市を過ぎる。アチト湖の低地で川は南南東へ向きを変える。516km流れた後に川は三角州を形成してハル・ウス湖に流れ込み、そして隣接する出口のないハル湖へ注いでいる。ホブド川の流域は58,000平方キロメートルに及ぶ。
川には中国の援助で発電所建築の計画があり、建築工事は2022年に始まった。モンゴル政府は2022年に環境保護運動家を逮捕したが、それはドイツで環境保護運動家に関するフェイクニュースが流されたためだった。批評家たちは、ザブハン川の別のダムの状況が悪く、そこの湖の蒸発量が多いので、全体の放流量が減少していることも指摘した。